# Sognes
Sognes est une ancienne commune du département de l'Yonne qui, avec les communes de Courceaux, Grange-le-Bocage (et son hameau Courroy), Plessis-du-Mée, Vertilly et Villiers-Bonneux, fusionna, le 1er juillet 1972, dans la formation d'une nouvelle commune : Perceneige. Le village est une section de cette nouvelle commune.

## Toponymie
Sogne : roseau commun, très utilisé autrefois  pour couvrir les chaumières.

## Histoire
Les moines de l'abbaye Saint-Pierre-le-Vif de Sens possèdent au XIe siècle l'essentiel du Nord du finage. Il leur a été donné par les parents de Richer, monté sur le trône archiépiscopal de Sens en 1062, décédé excommunié en 1096, repris par eux, et finalement restitué par Richer en guise de joyeux avènement en 1063.  
En 1246 et 1249-1252, est cité un mystérieux chevalier Henri Patier. Pour autant, la fraction sud et orientale du finage est la propriété du lignage des seigneurs de Trainel (branche aînée de Foissy, puis cadette de Voisines). Leur forte présence forestière pourrait les relier à l'archêque Richer et aux parents de celui-ci.  
La paroisse est le siège de deux fiefs : celui de Sognes, lié à la seigneurie de Plessis-Gastebled, et celui des Noseaux. Les moines Bénédictins de Sens échouent à se faire octroyer le bois des Nozeaux par le seigneur de Trainel (1259). Le seigneur de Voisines donne peu après ce bois aux moines Cisterciens de Vauluisant (1262). Pressés par le souci de tirer profit de cette possession excentrée, Vauluisant choisit de 1493 à 1540 de lotir le bois pour le faire essarter. 
L'église paroissiale possède une crypte, datée par facilité de 1062, car une charte de cette date cite la paroisse (villa que vocatur Ciconias, cum appendiciis suis et aecclesia ... in pago Senonesi"). La dalle funéraire d'une femme du XIIIe siècle s'y trouve. Les quatre colonnes de la crypte sont de facture distincte, mais très ancienne (remploi antique ?). 
Le clocher de l'église, adjoint au midi de la nef, est massif et carré. Sa forme fait songer aux forts et forteresses édifiés à la suite du désastreux traité de Brétigny (1360) : proches mais pas attenants des églises du temps ; rejoints par les agrandissements entrepris à la fin du XVe siècle. 

## Économie
Économiquement, le village est totalement voué à la monoculture céréalière. Il est dans l'orbite économique de la ville de Trainel. Les cahiers de doléances de 1789 se plaignent des effets désastreux de cette monoculture en cas de mauvaise récolte, et du manque d'indépendance alimentaire (prairies, vignobles). 
Le village a disposé d'une gare de la ligne de chemin de fer d'intérêt local allant de Saint-Maurice-aux-Riches-Hommes à Nogent-sur-Seine. 

## Démographie
| 1793 | 1800 | 1806 | 1821 | 1831 | 1836 | 1841 | 1846 | 1851 |
| ---- | ---- | ---- | ---- | ---- | ---- | ---- | ---- | ---- |
| 293  | 247  | 281  | 311  | 288  | 298  | 330  | 314  | 324  |

| 1856 | 1866 | 1872 | 1876 | 1881 | 1886 | 1891 | 1896 | 1901 |
| ---- | ---- | ---- | ---- | ---- | ---- | ---- | ---- | ---- |
| 335  | 368  | 329  | 317  | 292  | 292  | 284  | 264  | 254  |

| 1906 | 1911 | 1921 | 1926 | 1931 | 1936 | 1946 | 1954 | 1962 |
| ---- | ---- | ---- | ---- | ---- | ---- | ---- | ---- | ---- |
| 240  | 215  | 175  | 171  | 188  | 166  | 151  | 155  | 120  |

| 1968 | - | - | - | - | - | - | - | - |
| ---- | - | - | - | - | - | - | - | - |
| 117  | - | - | - | - | - | - | - | - |

## Lieux et monuments

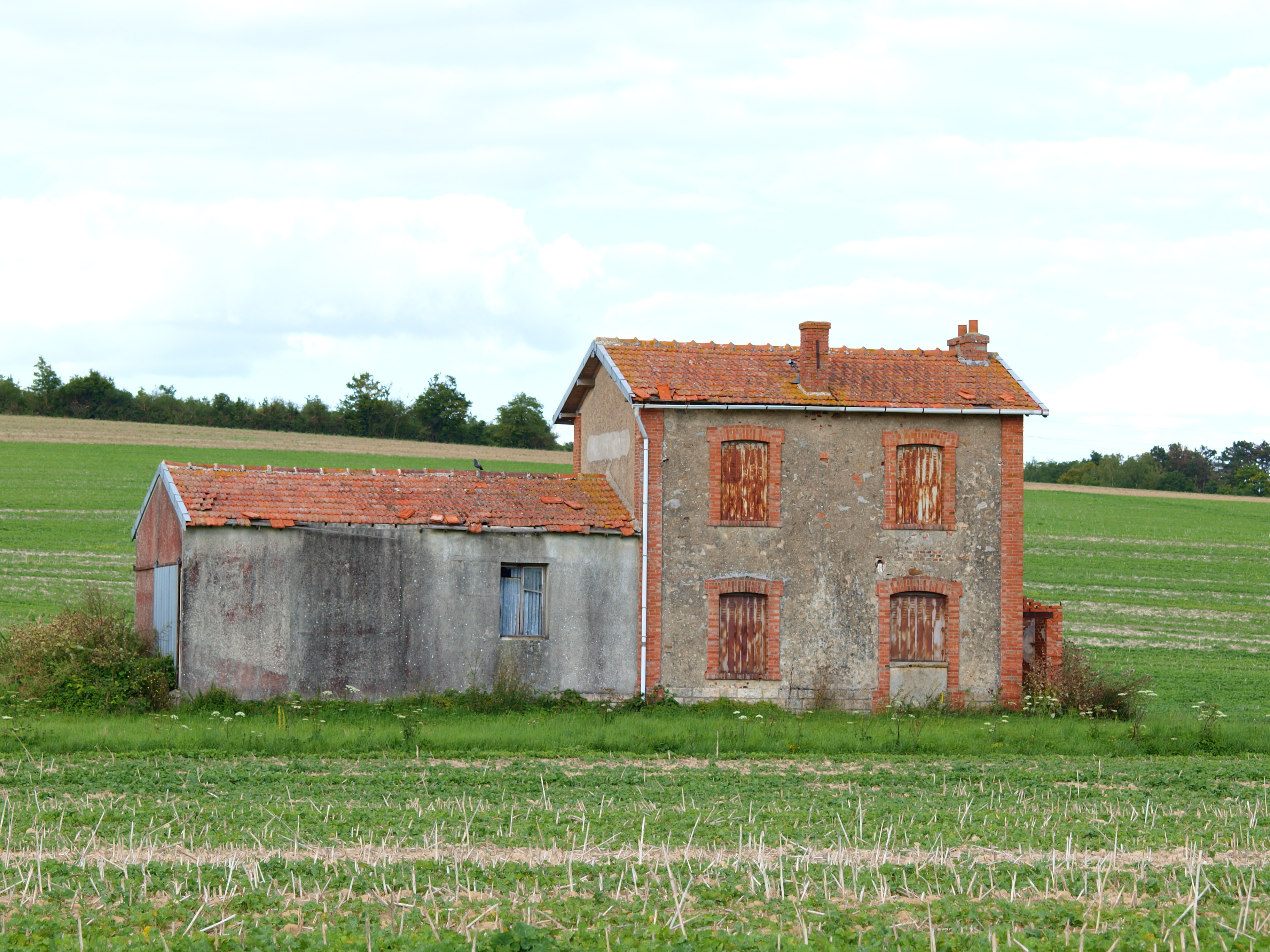
Gare désaffectée.
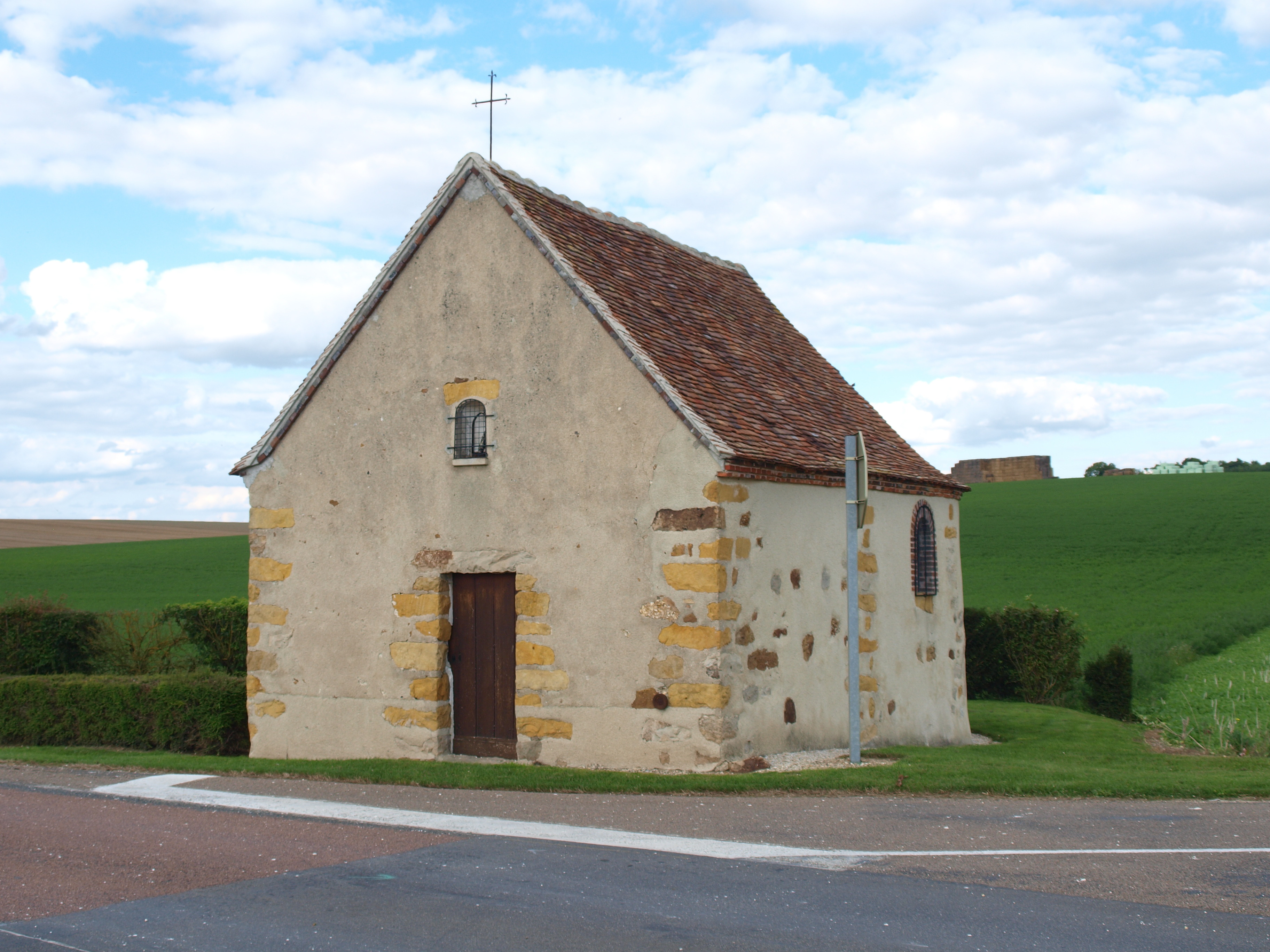
Chapelle.
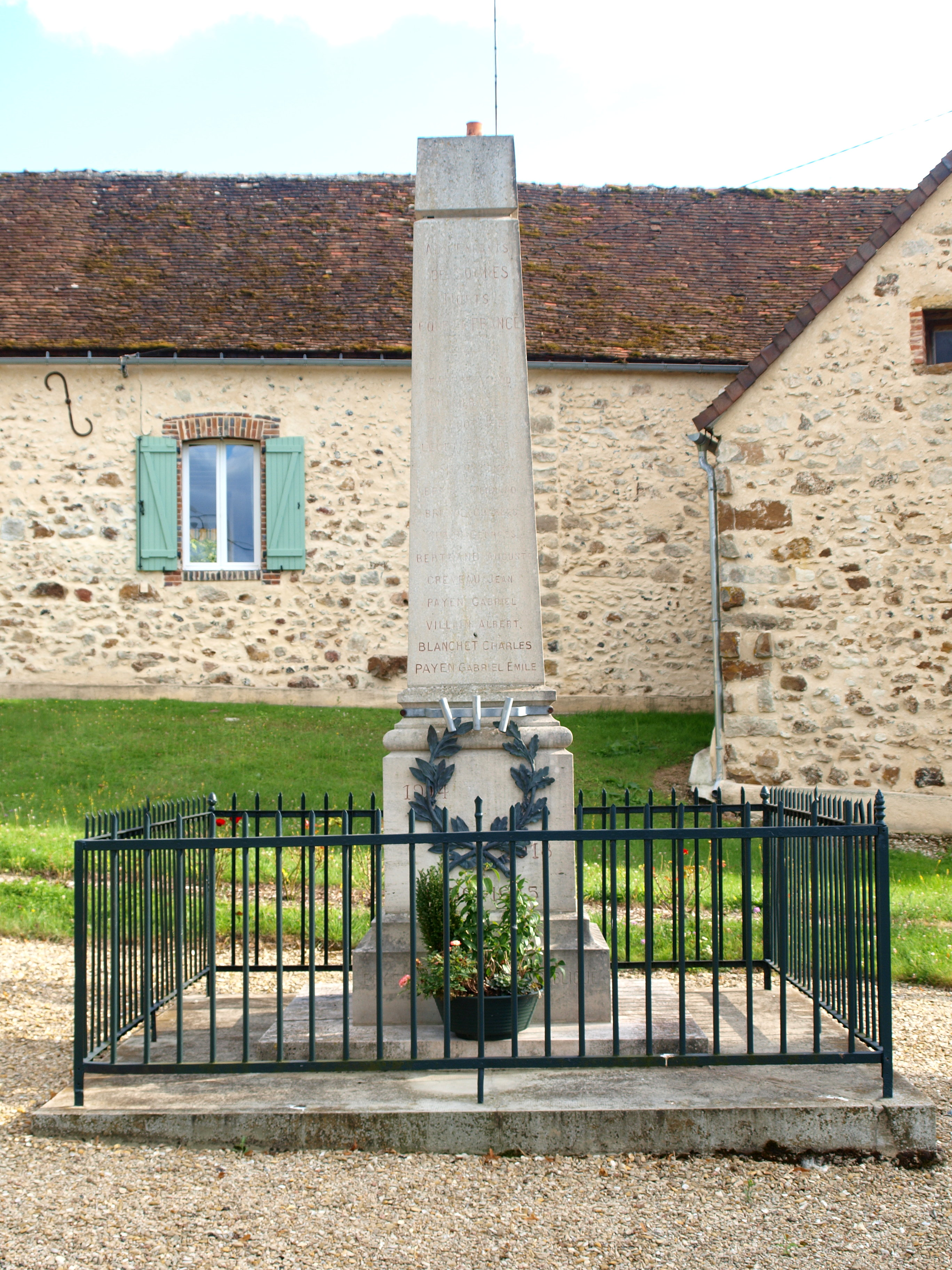
Monument aux morts.
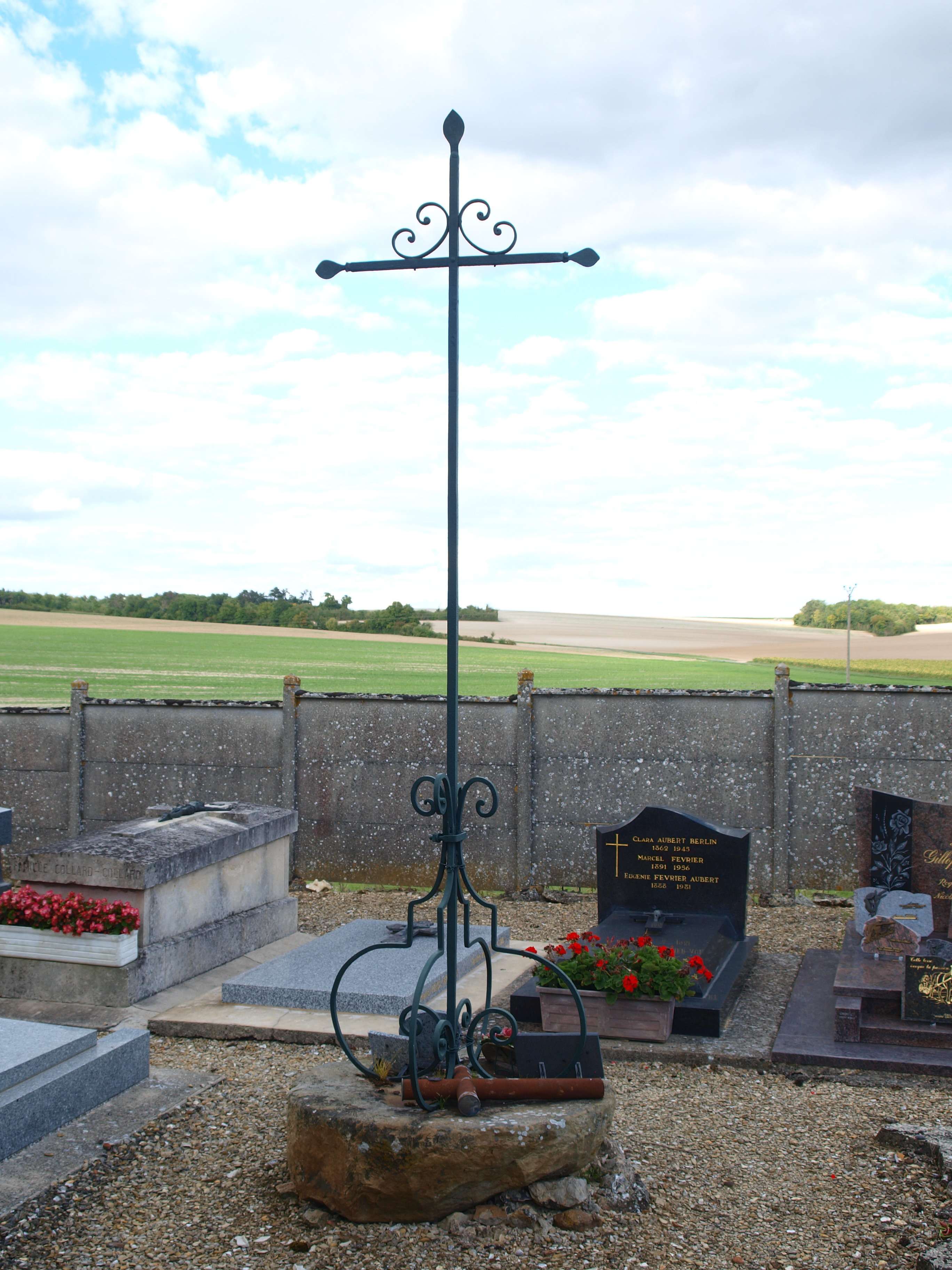
Croix au cimetière.

## Personnalités liées à la commune
Il a donné les familles Félix et Millat quelques illustrations locales.